# Xiabu (köping i Kina, Jiangxi)
Xiabu (kinesiska: 下埠, 下埠镇) är en köping i Kina. Den ligger i provinsen Jiangxi, i den sydöstra delen av landet, omkring 250 kilometer sydväst om provinshuvudstaden Nanchang. Antalet invånare är 39054. Befolkningen består av 19 109 kvinnor och 19 945 män. Barn under 15 år utgör 17,0 %, vuxna 15-64 år 73 %, och äldre över 65 år 8,0 %.
Genomsnittlig årsnederbörd är 2 042 millimeter. Den regnigaste månaden är maj, med i genomsnitt 332 mm nederbörd, och den torraste är oktober, med 35 mm nederbörd.